# Édes kis semmiség (film, 2002)
Az Édes kis semmiség (eredeti cím: The Sweetest Thing) 2002-ben bemutatott amerikai romantikus filmvígjáték, melyet Nancy Pimental forgatókönyve alapján Roger Kumble rendezett.
A főbb szerepekben Cameron Diaz, Christina Applegate, Selma Blair és Thomas Jane látható. A Konrad Pictures készítette és a Columbia Pictures forgalmazta.
Az Amerikai Egyesült Államokban 2002. április 22-én, Magyarországon 2002. május 30-án mutatták be.

## Szereplők
| Színész             | Szerep              | Magyar hang     |
| ------------------- | ------------------- | --------------- |
| Cameron Diaz        | Christina Walters   | Für Anikó       |
| Christina Applegate | Courtney Rockcliffe | Zsigmond Tamara |
| Selma Blair         | Jane Burns          | Németh Borbála  |
| Thomas Jane         | Peter Donahue       | Selmeczi Roland |
| Jason Bateman       | Roger Donahue       | Kardos Róbert   |
| Parker Posey        | Judy Webb           | Németh Kriszta  |